# جدول‌های رسمی فنلاند
جدول‌های رسمی فنلاند (به انگلیسی: The Official Finnish Charts) سازمان رسمی رتبه‌بندی جدول‌های ضبط در فنلاند است. نخستین فعالیت این سازمان در ۱۹۵۱ آغاز شد.